# Comuna Dolînske, Melitopol
Dolînske (în ucraineană Долинське) este o comună în raionul Melitopol, regiunea Zaporijjea, Ucraina, formată din satele Dolînske (reședința), Kîrpîcine, Romașkî și Udacine.

## Demografie
Componența lingvistică a comunei Dolînske
     Rusă (79,5%)
     Ucraineană (19,45%)
     Alte limbi (0,41%)
Conform recensământului din 2001, majoritatea populației comunei Dolînske era vorbitoare de rusă (79,5%), existând în minoritate și vorbitori de ucraineană (19,45%).